# Kaaseman F.C.
Kaaseman F.C. je ganski nogometni klub iz grada Kumasija. Klub se natječe u ganskoj juniorskoj ligi.

## Poznati igrači
- Kwadwo Asamoah
- Martin Osei Nyarko
- Patrick Nyarko